# Louise Reichardt

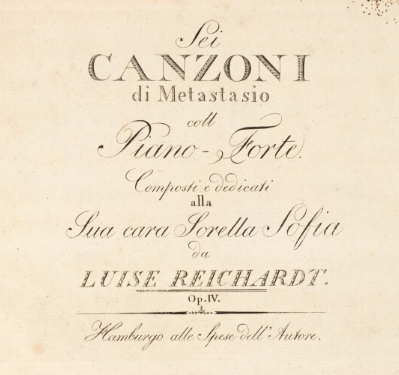
Louise Caroline Reichardt

Louise Caroline Reichardt, auch Luise Reichardt (* 11. April 1779 in Berlin; † 17. November 1826 in Hamburg), war eine deutsche Sängerin (Sopran), Komponistin, Musikpädagogin und Gründerin eines Frauen-Chores. Sie war die älteste Tochter des Komponisten und Schriftstellers Johann Friedrich Reichardt und der Sängerin und Komponistin Juliane Reichardt, geb. Benda. Louise Reichardt komponierte mehr als 90 Lieder und Chorsätze.

## Leben

### Kindheit in Berlin
Die Familie von Louise Reichardt lebte zunächst in Berlin, wo sie in der Dreifaltigkeitskirche getauft wurde. Ihre Patin war die Fürstin L(o)uise von Anhalt-Dessau, eine Mäzenin ihres Vaters. Louise Reichardt erfuhr Erziehung und Bildung durch ihren Vater, den Komponisten und Schriftsteller Johann Friedrich Reichardt, der jedoch häufig und lange auf Reisen war. Ihre Mutter war die Sängerin und Komponistin Juliane Benda, jüngste Tochter des Violinisten und Komponisten Franz Benda. Sie starb im Jahr 1783, als Louise Reichardt vier Jahre alt war, nach der Geburt einer Tochter; ein Bruder Reichardts war bereits ein Jahr zuvor verstorben. Als Kleinkind litt Louise Reichardt an einer Pockenerkrankung, die auffällige Narben im ganzen Gesicht zurückließ. Der Vater heiratete Ende 1783 die aus der Pastorenfamilie Alberti stammende Johanna Alberti (1755–1827), später eine Schwägerin Ludwig Tiecks. Im Hause Reichardt verkehrten häufig bekannte Dichter.
Louise Reichardt erlernte das Klavier-, Harfe-, Laute- und Gitarrespielen im Selbststudium. Auch im Gesang bildete sie sich weitgehend selbst aus; sie soll eine sehr warm klingende, volle Stimme gehabt haben. Ihr Vater duldete allerdings nicht, dass sie öffentlich auftrat, außer in der Kirche oder in Privatzirkeln.

### Auf Gut Giebichenstein, der „Herberge der Romantik“

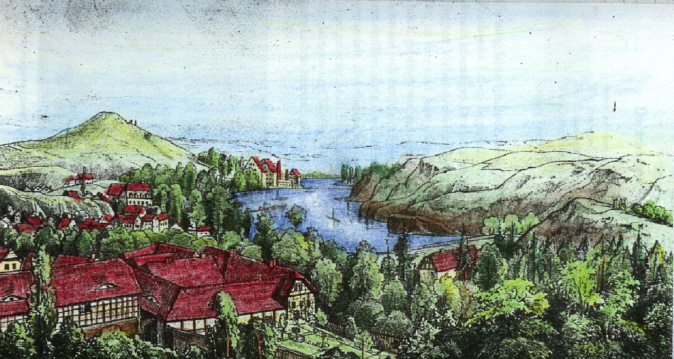
„Dichterparadies“ Giebichenstein

Im Jahr 1791 zog die Familie auf das „Herberge der Romantik“ genannte Gut Giebichenstein bei Halle. Hier lernte Louise Reichardt u. a. Friedrich Schleiermacher, Ludwig Tieck, die Brüder August Wilhelm Schlegel und Friedrich Schlegel, Clemens Brentano, Achim von Arnim und Bettina von Arnim, Novalis, Johann Gottlieb Fichte, Wilhelm Grimm, Johann Heinrich Voß, Joseph von Eichendorff, Jean Paul, Carl Friedrich Zelter, Johann Wolfgang von Goethe mit Christiane von Goethe und Mozarts Witwe Constanze kennen, die sich teils auch für längere Zeit dort aufhielten.
Im Jahr 1794 wurde ihr Vater als Hofkapellmeister ohne Pensionsanspruch unehrenhaft entlassen; erst einige Jahre später erfolgte die Begnadigung. Reichardts Stiefbruder ertrank 1801 beim Schlittschuhlaufen. Louise Reichardt fand Halt und Trost im Komponieren und volksliedhaften Vertonen von Gedichten (z. B. von Tieck, von Arnim, Brentano). Das gemeinsame Singen mit ihren Geschwistern – eine leibliche Schwester, drei Stief- und fünf Halbgeschwister – lag ihr besonders am Herzen, ebenso wie deren Erziehung und Ausbildung, für die sie später auch finanziell die Verantwortung übernahm. Ihr jüngster Bruder Carl Friedrich wurde später ein international bekannter Architekt und Autor.
Louise Reichardts Verlobter, der Dichter Friedrich Eschen, verunglückte beim Bergsteigen tödlich. Im Jahr 1803 starb auch ihr Bräutigam Franz Gareis, ein Maler, auf einer Bildungsreise in Italien. In Folge der napoleonischen Kriegshandlungen wurde Reichardts Vaterhaus im Jahr 1806 verwüstet; die Familie kam provisorisch bei Verwandten in Berlin und Halle unter. Nach der Rückkehr auf das notdürftig wieder hergerichtete Familiengut litt sie unter ständiger Geldnot.

### Musikpädagogin und Komponistin in Hamburg
Louise Reichardt hatte Pläne, Musikpädagogin zu werden und ging – gegen den Willen ihres Vaters, der das für unschicklich hielt – 1809 nach Hamburg, wo die Familie Verwandte und enge Freunde hatte. Sie wohnte im Hause des Bankiers Jerome Sillem und dann auf Dauer bei dessen Mutter, Marie Louise Sillem (1749–1826). An den im großen Saal ihres Stadthauses (Große Reichenstraße 28) regelmäßig stattfindenden Hauskonzerten wirkte auch Louise Reichardt mit, etwa bei Aufführungen von Händels Oratorien. Zu Louise Reichardts Freundeskreis gehörten die Familien von Amalie Sieveking, der Maler Philipp Otto Runge, der Buchhändler Friedrich Christoph Perthes und der Dichter und Journalist Matthias Claudius.

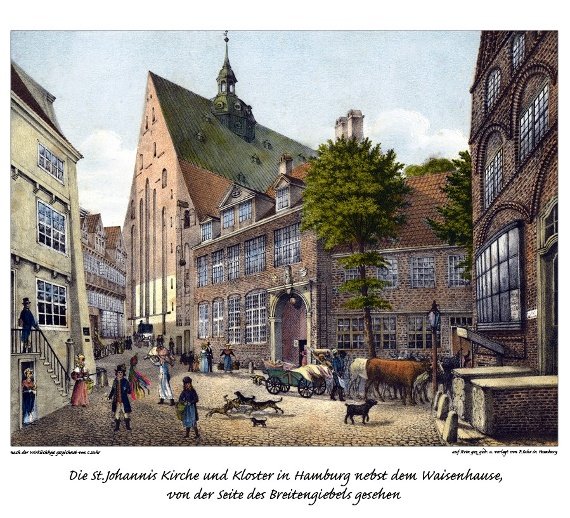
St. Johannis am Johannis-Kloster (Lithographie von Peter Suhr 1825)

Louise Reichardt war in Zusammenarbeit mit Johann Heinrich Clasing als Gesangslehrerin tätig. Sie gründete eine Musikschule für Frauen sowie den ersten Frauenchor (Gesangsverein 1816, Singakademie 1819). Ihr Anliegen war es, die Musik von Johann Sebastian Bach und Georg Friedrich Händel bekanntzumachen, und sie beteiligte sich mit ihren Schülerinnen  an öffentlichen Aufführungen, z. B. 1818 des „Messias“ in der Michaeliskirche. Bei zunächst guten Einnahmen führte sie aus ihrem Glauben heraus ein bescheidenes Leben und gab ihren Verdienst freizügig für ihre Projekte und die Unterstützung von Bedürftigen aus.
Wegen nachlassender Gesundheit und zunehmendem Konkurrenzdruck verschlechterte sich ihre Situation allmählich. Marie Louise Sillem hatte ihr nach ihrem Tod eine monatliche Rente vermacht, um ihr einen würdigen Lebensabend in einem anderen Hause zu ermöglichen.

Louise Reichardt starb im Jahr 1826. Am 23. November des Jahres wurde sie auf dem Johanniskirchhof beigesetzt. Die Trauerrede hielt Johann Heinrich Mutzenbecher (1772–1844), Diakon von St. Petri. Ihre Schülerinnen sangen zwei von ihr erst kurz zuvor komponierte Choräle.
In Hamburg-Bahrenfeld gibt es seit 1929 die Reichardtstraße, benannt nach Johann Friedrich Reichardt und 2001/2002 ergänzt um Louise Caroline Reichardt selbst.